# Cyllodania
Cyllodania es un género de arañas araneomorfas de la familia Salticidae. Se encuentra en América Latina.

## Lista de especies
Según The World Spider Catalog 12.5:::
- Cyllodania bicruciata Simon, 1902
- Cyllodania minuta Galiano, 1977